# Rothwell (Northamptonshire)
Rothwell – miasto w Anglii, w hrabstwie Northamptonshire, w dystrykcie (unitary authority) North Northamptonshire. Leży 22 km na północ od miasta Northampton i 112 km na północny zachód od Londynu. Miasto liczy 8000 mieszkańców.